# Núi Foraker
Núi Foraker là một ngọn núi cao 17.400 feet (5.304 m) núi ở Trung bộ dãy núi Alaska, tại vườn quốc gia và khu bảo tồn Denali, cự ly 14 mi (23 km) về phía tây nam của Denali. Nó là đỉnh cao thứ hai trong dãy núi Alaska, và đỉnh cao nhất thứ ba tại Hoa Kỳ. Nó tăng chiều cao lên gần như trực tiếp trên cơ sở trại tiêu chuẩn cho Denali, trên một ngã ba của sông băng Kahiltna cũng gần núi Hunter trong dãy núi Alaska.
Đỉnh phía bắc của nó lần đầu tiên có người leo lên vào ngày 6 tháng 8 năm 1934, và cao điểm phía nam cao hơn của nó đã có người leo lên bốn ngày sau đó vào ngày 10 tháng 8, bởi Charles Houston, T. Graham Brown, và Chychele Waterston, qua các sườn núi phía tây.